# Đường Roosevelt (Đài Bắc)

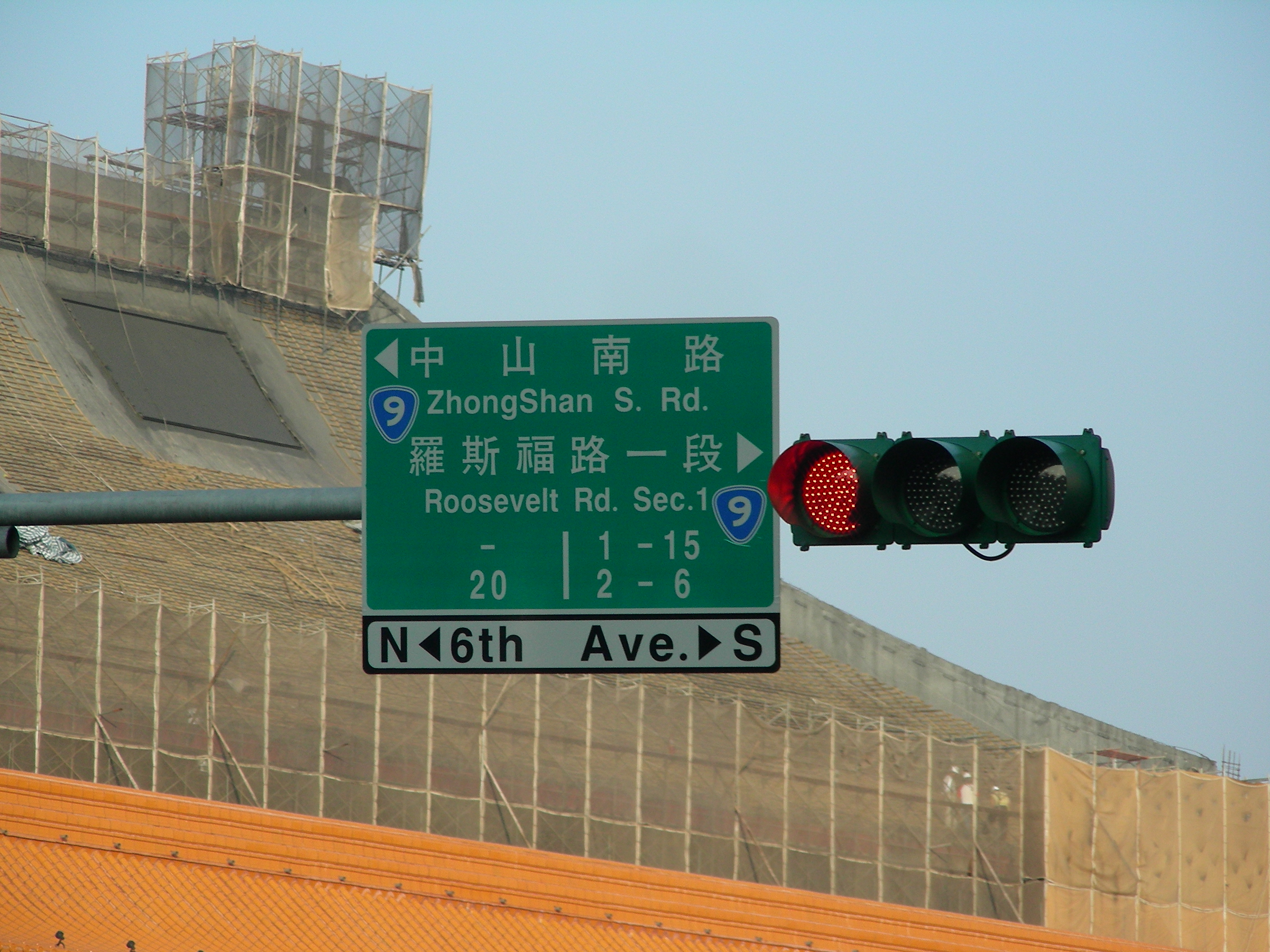
Một biển báo giao thông trên đường Roosevelt

Đường Roosevelt (tiếng Trung: 羅斯福路; Hán-Việt: La Tư Phúc lộ; bính âm: Luósīfú Lù) là một đại lộ trục bắc-nam ở thành phố Đài Bắc, Đài Loan, nối quận Trung Chính, quận Đại An và quận Văn Sơn của Đài Bắc với quận Tân Điếm của thành phố Tân Bắc ở phía nam vùng đô thị Đài Bắc. Con đường này mang tên Tổng thống Hoa Kỳ Franklin D. Roosevelt và là đường duy nhất tại Đài Bắc mang tên một nhân vật đến từ Thế giới phương Tây, nếu không kể đến công lộ MacArthur đã đổi tên. Đường Roosevelt là một phân đoạn thuộc tỉnh lộ số 9 của Đài Loan.

## Lịch sử
Đường được xây dọc theo tuyến đường sắt Tân Điếm xưa thuộc phạm vi quản lý của Cục quản lý Đường sắt Đài Loan, vốn đã đóng cửa từ năm 1965.
Khi chưa mang tên Roosevelt, con đường này đã có lịch sử từ đầu thế kỷ 20. Đường hình thành trong giai đoạn từ năm 1905 đến năm 1932 khi Đài Loan thuộc Nhật Bản. Tên Roosevelt xuất hiện trên bản đồ từ năm 1945 ngay sau khi Thế chiến 2 kết thúc. Chỉ hai năm sau vào năm 1947, đường đã mở rộng đáng kể thành một trục lộ bắc-nam lớn của thành phố. Đến năm 1961, đường Roosevelt đã có sáu làn xe.  
Đoạn trên của đường Roosevelt có lịch sử lâu năm hơn hẳn so với phần còn lại. Nơi đây từng có các tòa nhà thuộc về Cục Độc quyền, một cơ quan được thành lập bởi người Nhật nhằm kiểm soát việc sản xuất và buôn bán các loại hàng hóa chủ chốt như thuốc lá, rượu, camphor, muối ăn và dầu.

## Giao thông

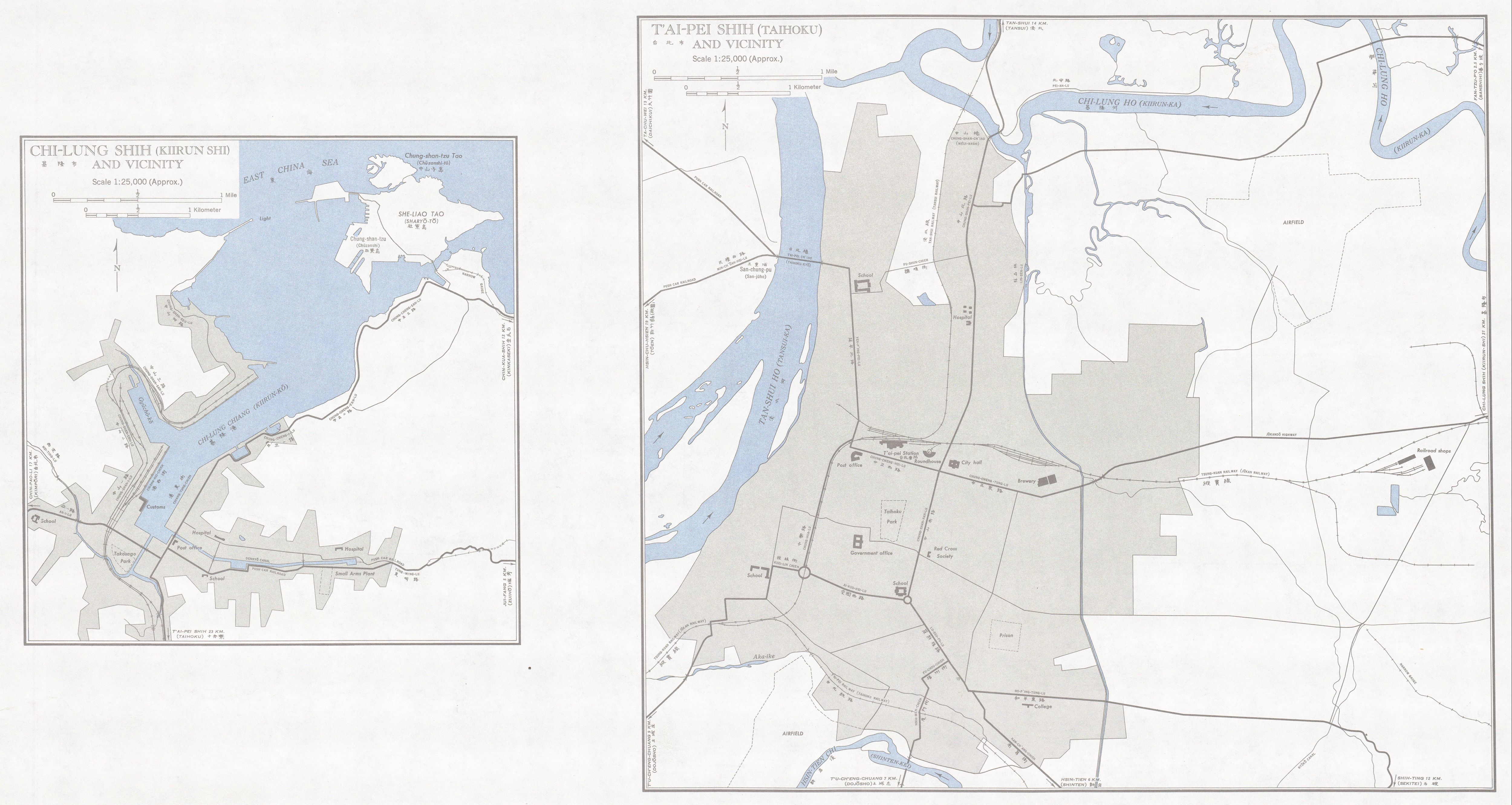
Một bản đồ hồi thập niên 1950 có vẽ đường Roosevelt (được ghi tên là LO-SSU-FU-LU)

Đường Roosevelt được chia làm sáu đoạn, băng qua vô số trường học, công sở và khu thương mại của thành phố. Vì đây là trục lộ lớn dẫn về trung tâm Đài Bắc từ các khu ngoại ô như Tân Điếm hay Cảnh Mỹ, nên vào giờ cao điểm rất đông xe cộ. Đường Roosevelt là một phân đoạn thuộc tỉnh lộ số 9 của Đài Loan.
Hiện đường Roosevelt có các trạm kết nối với tuyến Tùng Sơn-Tân Điếm thuộc hệ thống đường sắt đô thị Đài Bắc. Trên mặt đường có hai làn xe buýt ở giữa.

## Địa điểm
- Đoạn 1
  - Ga MRT Đài Tưởng niệm Tưởng Giới Thạch
  - Trung tâm hành chính quận Trung Chính
  - Chợ Nam Môn
  - Ngân hàng Trung ương Trung Hoa Dân Quốc
- Đoạn 2
  - Ga MRT Cổ Đình
  - Chợ Cổ Đình
  - Trung học Đệ nhất cấp Trung Chính
  - Công viên Nam Xương
- Đoạn 3
  - Ga MRT Tòa nhà Điện lực Đài Loan
  - Viện Phổ thông ngữ Đài Loan
  - Trụ sở Công ty Điện lực Đài Loan
  - Thánh đường Hồi giáo Văn hóa Đài Bắc
- Đoạn 4
  - Ga MRT Công Quán
  - Đại học quốc lập Đài Loan
  - Chợ đêm Công Quán
- Đoạn 5
  - Ga MRT Vạn Long
  - Tiểu học Vạn Phúc
- Đoạn 6
  - Ga MRT Cảnh Mỹ
  - Chợ đêm Cảnh Mỹ